# Mandir

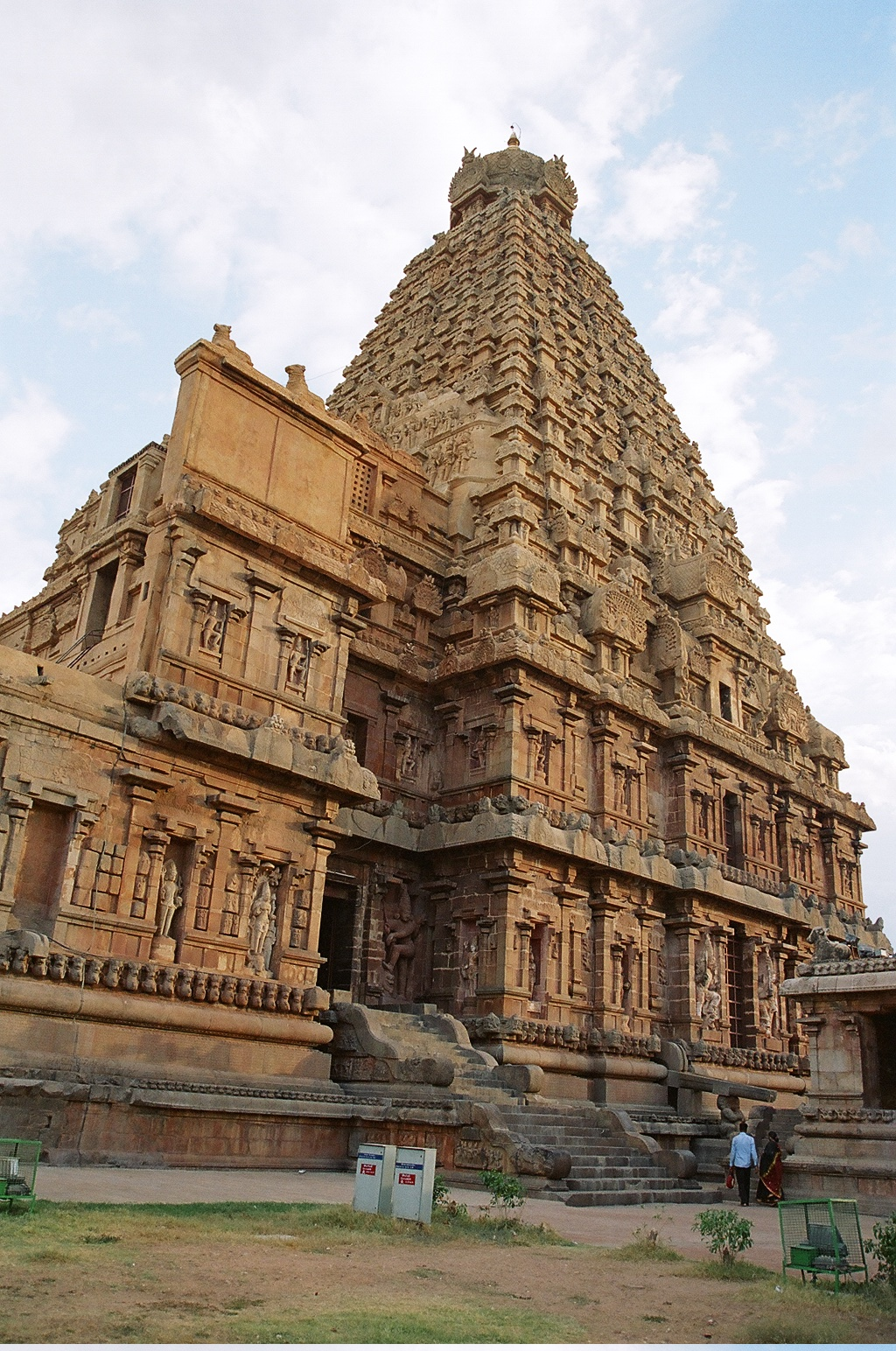
Le temple de Brihadesvara dans le style drâvidien, construit au début du XI.

Le mandir (en sanskrit : मंदिर), ou temple hindou, est un lieu de culte des adeptes de l'hindouisme. Il est habituellement réservé à des usages religieux et spirituels.

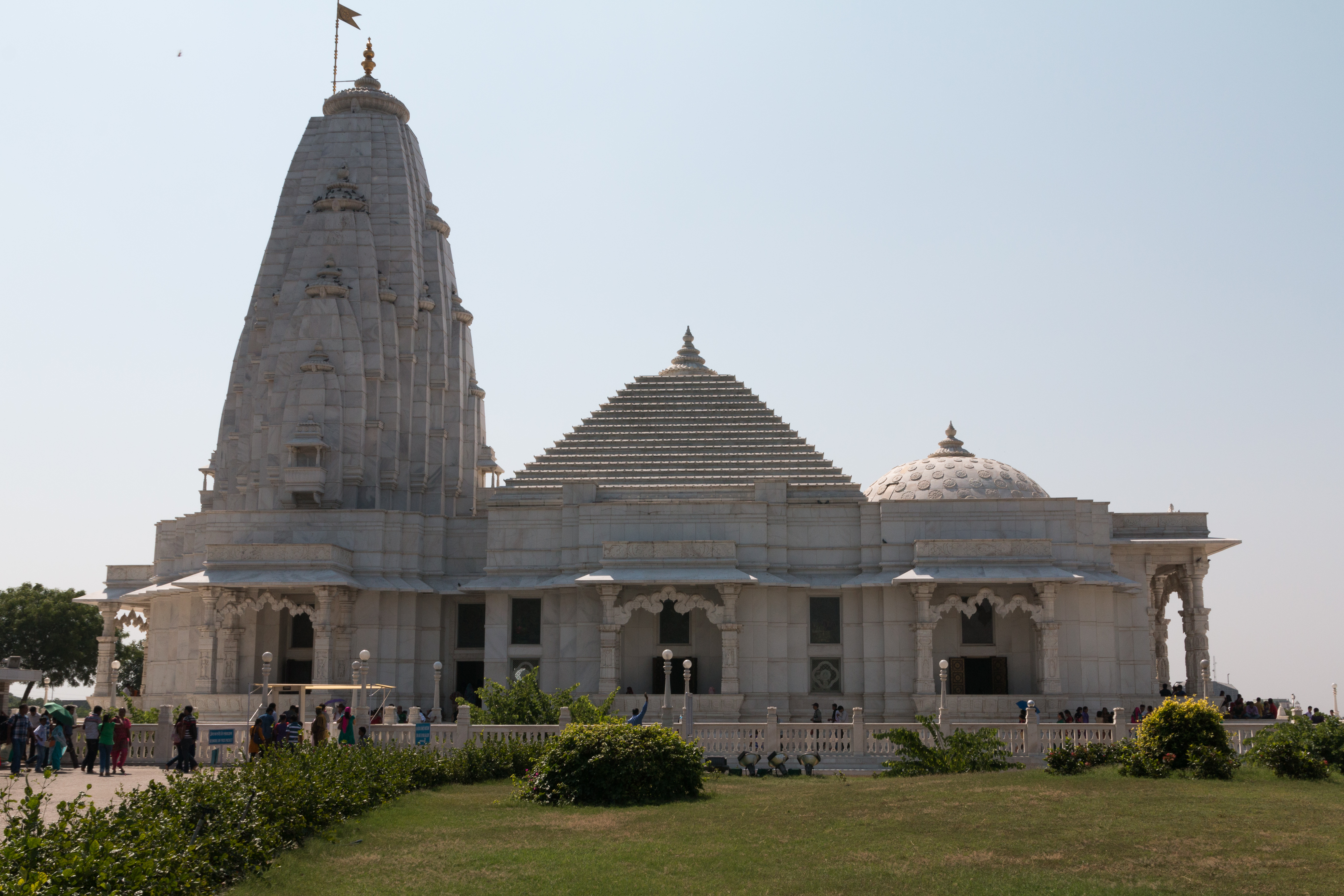
Un exemple de construction récente: le Lakshmi Narayan Mandir, construit en 1988 à Jaipur État du Rajasthan, Inde.

## Description
Dans l'hindouisme, le temple (Mandir) est une représentation du cosmos. Dans son enceinte, le monde des hommes le confine à celui des divinités. Contrairement à l'exécution des rites domestiques, la fréquentation du temple ne revêt pas un caractère obligatoire. Il existe des hindouistes pieux qui ne vont jamais ou très rarement dans un temple.
Au temple, les fonctionnaires religieux exercent différents degrés. Dans les lieux saints d'importance, les aspects techniques sont délégués aux assistants des prêtres principaux, souvent des personnes de moindre considération. Les cérémonies de purification et d'offrande sont conduites par des prêtres experts dans les textes sacrés. Certains officiants sont spécialisés dans le récital, tandis que d'autres aides, pas forcément des Brahmanes, sont compétents pour la consécration des icônes.
Dans les grandes villes à croissance rapide, les hommes d'affaires et les propriétaires terriens ont toujours édifié des temples et favorisé les poètes, les danseurs et les spécialistes du sanskrit. La fondation d'un temple appartient au registre des actions méritoires. Des milliers de temples villageois très simples, dans lesquels quelques brahmanes accomplissent leur service coexistent avec de gigantesques lieux de cultes et de pèlerinage comme le temple de Sri Venkateshvara à Tirumala Tirupati. L'accès aux temples des intouchables (hors-castes) s'est amélioré dans l'Inde moderne.
Les tours Shikhara au nord de l'Inde ou Vimana au sud représentent la montagne mythique du monde dans la cosmogonie hindouiste. En dessous de cette tour se trouve le lieu le plus sacré du temple, le Garbha griha (sanctuaire), lequel est une simple pièce non éclairée. Dans le rituel la divinité est présente ; la pierre angulaire de l'activité sacerdotale est la puja (offrande). Dans les temples hindouistes, il n'y a pas d'équivalent à la prédication telle que dans le christianisme ; pour cela il y a les interprétations religieuses qui ont lieu en dehors du temple.

## Europe
Le plus grand temple hindou de Londres, le Neasden (après lequel a été nommée une station de métro), est bâti dans le style du nord, tandis que le second par la taille, le Sri-Kamadchi-Ampal à Hamm, l'est dans le style du sud